# Mason Bates
Mason Wesley Bates (23 de enero de 1977) es un compositor estadounidense de música sinfónica y DJ de música electrónica dance ganador de un premio Grammy. Es el primer compositor en residencia del Centro Kennedy para las Artes Escénicas, y también ha estado en residencia con la Orquesta Sinfónica de Chicago, la Orquesta Sinfónica de San Francisco, la Orquesta Sinfónica de Pittsburgh y la Orquesta Sinfónica de California. Además de sus notables obras Mothership, Anthology of Fantastic Zoology y The (R)evolution of Steve Jobs, compuso la banda sonora de la película de Gus Van Sant The Sea of Trees. En una encuesta de orquestas estadounidenses de 2018, fue calificado como el segundo compositor vivo más interpretado por detrás de John Adams.

## Vida
Bates nació en Filadelfia, Pensilvania, y se crio en Richmond, Virginia, y Stephens City, Virginia, donde se encuentra la hacienda y la granja de su familia. Mostró un temprano interés por la escritura creativa en St. Christopher's School y recibió una carta del alcalde de Múnich en respuesta a su poema The Village of a Million People, escrito después de una visita a la ciudad alemana. Sus primeras composiciones corales fueron dirigidas por su profesora de piano Hope Armstrong Erb, y estudió composición con Dika Newlin, quien fue alumna de Arnold Schönberg.
Durante el verano de 1993 en Brevard Music Center, la música de Bates llamó la atención del director de orquesta Robert Moody, quien posteriormente encargó su primera obra sinfónica Free Variations for Orchestra para su orquesta en Evansville, Indiana. Posteriormente, Bates asistió al programa de la Escuela Juilliard de la Universidad de Columbia y obtuvo una licenciatura en Literatura Inglesa y una Maestría en Música en composición musical. Estudió composición musical con John Corigliano, David Del Tredici y Samuel Adler, mientras estudiaba dramaturgia con Arnold Weinstein .[cita requerida]
En 2001, Bates se mudó al Área de la Bahía de San Francisco y estudió con Edmund Campion en el Centro de Nueva Música y Tecnologías de Audio de la Universidad de California, Berkeley, y se graduó en 2008 con un doctorado en composición. Trabajó en esa época como DJ y artista techno bajo el nombre de Masonic en clubes y salones de San Francisco. En ese año, con el director de orquesta Benjamin Schwartz y la diseñadora visual Anne Patterson, fundó Mercury Soul, una organización sin fines de lucro con sede en San Francisco que monta espectáculos en clubes que combinan música clásica y sesiones de DJ en clubes. Simultáneamente vivió en Roma 2003-2004 como ganador del Premio de Roma de la Academia Americana en Roma así como en Berlín en 2005 como receptor del Premio de Berlín de la Academia Americana en Berlín. En 2014 se unió a la facultad de Composición del Conservatorio de Música de San Francisco. Actualmente vive en Burlingame, California.

## Carrera profesional
Bates mostró un interés temprano en unir los mundos de la música electrónica y sinfónica, estrenando su Concierto para sintetizador en 1999 con la Orquesta Sinfónica de Phoenix y posteriormente interpretándolo con la Orquesta Sinfónica de Atlanta. Robert Moody estrenó esa obra además de Rusty Air en Carolina. Obtuvo atención nacional en 2007 con Liquid Interface, una sinfonía de agua encargada por la Orquesta Sinfónica Nacional bajo la dirección de Leonard Slatkin, quien estrenó varias obras de Bates, incluido el Concierto para violín de Anne Akiko Meyers.
Bates ha hablado de sus sinfonías como un renacimiento de las sinfonías narrativas del siglo XIX utilizando sonidos del siglo XXI como lo muestra su sinfonía de 2018 Art of War. La pieza «explora el drama del conflicto humano» utilizando grabaciones de campo de explosiones de morteros y artillería realizadas durante dos visitas a Camp Pendleton, así como grabaciones de las imprentas de la Casa de Moneda de los Estados Unidos que aparecen en el movimiento de apertura de la obra El dinero como arma.
Algunas de sus obras no incluyen sonidos electrónicos, como Resurrexit, que fue encargada por la Orquesta Sinfónica de Pittsburgh para celebrar el 60 cumpleaños de Manfred Honeck. Honeck dirigió su estreno en 2018.
Una duradera asociación con la Sinfónica de San Francisco comenzó con el estreno en 2009 de The B-Sides bajo la dirección de Michael Tilson Thomas, quien posteriormente dirigió varias obras de Bates con la Orquesta Sinfónica de YouTube. Este último estrenó Mothership en la Ópera de Sídney en 2011 ante una audiencia en línea de dos millones, y la obra se ha convertido en una de las obras orquestales más interpretadas por un compositor vivo. Michael Tilson Thomas y la Sinfónica de San Francisco grabaron tres obras de Bates durante el Festival Beethoven & Bates de 2017, lo que les valió una nominación al Grammy a la Mejor Interpretación Orquestal. Ese mismo año también vio una nominación a Mejor Composición Clásica Contemporánea por su Alternative Energy para la Orquesta Sinfónica de Chicago, donde Bates fue nombrado compositor en residencia de 2010 a 2015.
Los proyectos cinematográficos comenzaron en 2015 con la banda sonora de la película de Gus Van Sant The Sea of Trees, protagonizada por Matthew McConaughey, Naomi Watts y Ken Watanabe.
Mientras ganaba prominencia nacional por su música sinfónica electroacústica, Bates comenzó a experimentar con el formato de concierto en sus proyectos curatoriales en asociación con instituciones como la Orquesta Sinfónica de Chicago y el Centro Kennedy. A través de su programa de club Mercury Soul, Bates se familiarizó con las técnicas de iluminación, producción y puesta en escena que crean entornos fluidos y ricos en información en entornos sociales. Con la compositora Anna Clyne, Bates amplió la serie MusicNOW de la Sinfónica de Chicago para incluir notas cinematográficas del programa, producción inmersiva y fiestas previas y posteriores al concierto en asociación con el colectivo de DJ illmeasures. Después de su residencia con la CSO, Bates fue nombrado el primer compositor residente del Centro Kennedy para las Artes Escénicas en Washington D. C., donde lanzó la serie de música nueva KC Jukebox. La serie anima lugares en todo el Centro, emparejando conjuntos y compositores clásicos con artistas fuera del campo, como Thievery Corporation y los compositores Kyle Dixon y Michael Stein de la serie de Netflix Stranger Things.
Su primera ópera, The (R)evolution of Steve Jobs, fue estrenada en 2017 por la Ópera de Santa Fe, que agregó una función para satisfacer la gran demanda después de agotar las siete funciones. El director general Charles MacKay anunció que era uno de los trabajos nuevos más vendidos en su historia, y la grabación de Santa Fe Opera en Pentatone Records ganó el Grammy 2019 a la mejor grabación de ópera. Los co-comisionados incluyen la Ópera de San Francisco, la Ópera de Seattle y la Universidad de Indiana. El libreto fue escrito por Mark Campbell.
En 2018, el Metropolitan Opera anunció el encargo de The Amazing Adventures of Kavalier & Clay, con música de Bates y libreto de Gene Scheer. La ópera está basada en la novela homónima de Michel Chabon, ganadora del Premio Pulitzer, sobre un inmigrante judío que escribe historietas para ganar suficiente dinero para salvar a su familia del Holocausto.
En noviembre de 2019, Vulcan Productions anunció detalles sobre World's Greatest Synth: The Making of the Orchestra (luego retitulado Philharmonia Fantastique: The Making of the Orchestra ), un trabajo multimedia de 25 minutos que integra película, animación y sonido pregrabado con una orquesta en vivo. Fue co-encargado por la Orquesta Sinfónica de Chicago, la Sinfónica de San Francisco, la Orquesta Sinfónica de Dallas, la Orquesta Sinfónica de Pittsburgh y la Orquesta Sinfónica Nacional. El trabajo es una colaboración entre Bates y el director y diseñador de sonido Gary Rydstrom de Lucasfilm y Skywalker Sound, así como el animador Jim Capobianco de Aerial Contrivance Workshop. Philharmonia Fantastique es una 'guía de la orquesta' con un guion de Bates y Rydstrom (el director de la película) y una partitura sinfónica electroacústica de Bates. Estaba programado para ser estrenado por la Orquesta Sinfónica de Chicago con el director invitado Edwin Outwater del 26 al 28 de marzo de 2020, marcando la celebración del centenario de la fundación en 1919 de la serie de Conciertos Matinés Escolares y Familiares de CSO por Frederick Stock, el segundo director musical de CSO. Sin embargo, el estreno fue cancelado como respuesta a la pandemia de COVID-19. Su estreno en la costa oeste del 16 al 18 de abril del mismo año por la Sinfónica de San Francisco fue pospuesto por la misma razón. La Orquesta Sinfónica de Dallas, la Orquesta Sinfónica de Pittsburgh y la Orquesta Sinfónica Nacional también planean presentar Philharmonia Fantastique en su temporada 2020-21, después de lo cual estará disponible para alquiler como un paquete de "película en concierto".

## Premios
- Ganador de los premios Grammy 2019 Mejor grabación de ópera - La (R)evolución de Steve Jobs[46]
- 2017 Musical América Compositor del Año 2018[47]
- 2012 18 ° Premio Anual Heinz en Artes y Humanidades[48]
- Beca Guggenheim 2008[49]
- 2008 Van Cliburn American Composer Invitational Primer Premio
- Premio Capital Creativo 2006
- Premio Roma 2004[50]
- 2005 Premio de la Academia Americana en Berlín[51]
- Beca Charles Ives[52]
- Beca de la Academia Estadounidense de Artes y Letras[52]
- Premio en memoria de Jacob Druckman del Festival de Música de Aspen
- Beca del Centro de Música Tanglewood

## Compositor en residencia
- 2015 Kennedy Center Compositor en Residencia[53]
- 2012-2013, 2014-2015 Compositor del año, Orquesta Sinfónica de Pittsburgh[54]
- 2010-15 Compositor residente de Mead de la Sinfónica de Chicago.
- 2007-2010 Joven compositor estadounidense en residencia para la Sinfónica de California[55]

## Composiciones

### Obras sinfónicas
- Art of War, para orquesta y electrónica (2018)
- Resurrexit, para orquesta (2018)
- Hijos de Adán, canciones de creación para orquesta y coro (2017)
- Sideman, para banda y percusión (2016)
- Auditorio, para orquesta (2016)
- Antología de Zoología Fantástica, para orquesta (2015)[56]
- Concierto para violonchelo, para violonchelo y orquesta (2014)[57]
- Devil's Radio, para orquesta (2014)
- Garajes del Valle, para orquesta (2014)
- The Rise of Exotic Computing, para sinfonietta y laptop (2013)
- Attack Decay Sustain Release, fanfarria para orquesta (2013)
- Concierto para violín, para orquesta y violín (2012)[58]
- Energía Alternativa, para orquesta y electrónica (2011)[59]
- Mothership, para orquesta y electrónica (2011)[60]
- Transporte del desierto, para orquesta (2010)
- Sea-Blue Circuitry, para orquesta o banda (2010)
- Mainframe Tropics, para orquesta (2010)
- The B-Sides, para orquesta y electrónica (2009)[61]
- Music from Underground Spaces, para orquesta y electrónica (2008)
- Interfaz líquida (2007)[62][63][64]
- Rusty Air en Carolina, para orquesta y electrónica (2006)[65]
- Mentiras piadosas para Lomax (2009)[66]
- Omnivorous Furniture, para sinfonietta y electrónica (2004)
- Oda, preludio de la novena de Beethoven para orquesta (2001)
- Icarian Rhapsody, para orquesta de cuerdas (1999)
- Undistant, para orquesta (2021)

### Óperas
- The (R)evolution of Steve Jobs (2017)[67][68]

### Cámara
- Shenandoah, para violín solo (2019)
- Carburo y Carbono, para conjunto de violonchelo (2013)
- Bambú Difícil, para conjunto Pierrot y percusión (2013)
- Bagatelles, para cuarteto de cuerda y electrónica (2012)
- Stereo is King, para tres percusionistas y cinta (2011)
- La vida de los pájaros, para flauta, clarinete, violín y violonchelo (2008)
- White Lies para Lomax, para piano solo (2007)
- Red River, para violín, clarinete, violonchelo, piano y electrónica (2007)
- Telar digital, para órgano y electrónica (2005)
- De Amber Frozen, para cuarteto de cuerda (2004)
- String Band, para trío de piano (2002)
- Mercury Soul, para clarinete y piano (2002)

### Obras vocales
- Hijos de Adán, canciones de creación para orquesta y coro (2018)[69]
- Drum-Taps, para coro (2017)[70][71]
- Passage, para mezzo soprano y orquesta (2017)
- Mass Transmission, para órgano, electrónica y coro (2012)[72][73][74]
- Observador en una Nube de Magallanes, para coro (2009)
- Sirens, para coro a cappella en 12 partes (2009)

### Bandas sonoras de películas
- The Sea of Trees - dir. Gus Van Sant (2016)

## Discografía
- American Masters - Concierto para violín (Entertainment One Music, 2014)
- Riccardo Muti dirige Mason Bates y Anna Clyne - Energía alternativa (CSO Resound, 2014)
- Stereo es el rey (Innova Recordings, 2014)
- Telar digital'' (MSR Classics, 2009)
- Scrapyard Exotica (Sono Luminus DSL-92193) de Del Sol String Quartet (2015)
- Obras para orquesta (San Francisco Symphony) de San Francisco Symphony (2016)
- Antología de zoología fantástica (CSO Resound Orchestra (2016)
- La (R)evolución de Steve Jobs (Pentatone) por Santa Fe Opera (2018)